# 鋒繪網
“锋绘动漫” 是由《Vista 锋绘》杂志创作打造的漫画平台，属于传统动漫企业转型互联网 + 创业。自制动漫视频超过100部，新增视频时长超过200分钟。

## 作品
《二货观察日记》。
《瞳灵》